# Cephaloon tenuicorne
Cephaloon tenuicorne är en skalbaggsart som beskrevs av Leconte 1874. Cephaloon tenuicorne ingår i släktet Cephaloon och familjen dubbelklobaggar. Inga underarter finns listade i Catalogue of Life.